# Гельбфус, Оскар
Оскар Гельбфус (нем. Oskar Gelbfuhs; 9 ноября 1852, Штернберк — 27 сентября 1877, Тешин) — австро-венгерский и чешский шахматист, мастер.
Участник крупного шахматного турнира в Вене (1873 г.). Гельбфус разделил 9—11-е места при 12 участниках. Шахматисты по круговой системе играли друг с другом микроматчи из трёх партий. При выигрыше матча победитель получал 1 очко, при ничьей в матче оба соперника получали по пол-очка, за поражение в матче — 0 очков. При выигрыше двух первых партий подряд матч заканчивался досрочно в пользу выигравшего (2:0), и третья партия не игралась. Гельбфус набрал 3 очка: два матча он выиграл, два матча сыграл вничью и семь матчей проиграл (результат по партиям — 10 из 29).
Гельбфус первым в августе 1873 г. предложил систему определения мест в соревнованиях среди участников, набравших равное количество очков (ныне коэффициент Бергера). На практике впервые такую систему распределения мест применили Уильям Зоннеборн (William Sonneborn, 1843—1906) и Иоганн Бергер на турнире в Ливерпуле в 1882 г.
В 1886 г. распределение мест по коэффициенту Бергера стало общепринятым в международной практике.
Оскар Гельбфус был сыном прокурора Фридриха Гельбфуса. Он научился играть в шахматы у своего отца в возрасте 13 лет.
Гельбфус окончил юридический факультет Венского университета. Он работал в издательстве Э. Фалькбеера, был редактором шахматного отдела в журнале „Wiener Illustrirte Zeitung“ и членом редколлегии журнала „Oesterreichische Schachzeitung“. Играл в основном в кафе „Weghuber“. Его постоянным противником был другой участник венского турнира 1873 г. Й. Херал.
Умер от туберкулеза легких (это ясно из его письма д-ру Г. Ленеру, опубликованного в журнале „Deutsche Schachzeitung“).
Фото Гельбфуса есть в книге Э. Уинтера "Edward Winter's Chess Notes" (C.N. 3478).